# آرون پیتچکولان
آرون پیتچکولان (انگلیسی: Aaron Pitchkolan؛ زادهٔ ۱۴ مارس ۱۹۸۳) بازیکن فوتبال اهل ایالات متحده آمریکا است.
از باشگاه‌هایی که در آن بازی کرده‌است می‌توان به اف‌سی دالاس و باشگاه فوتبال سن‌خوزه ارث‌کوئیکز اشاره کرد.